# Axle Whitehead
Alexander Whitehead, detto Axle (Melbourne, 16 dicembre 1980), è un attore, cantautore, musicista ed ex-conduttore televisivo australiano noto principalmente al pubblico per i ruoli di Liam Murphy nella soap opera Home and Away e di Davis in Shameless. Nel 2008 ha rilasciato il suo primo album, Losing Sleep, distribuito al di fuori della Top 50 ARIA.

## Biografia

### Primi anni
Nato a Melbourne, Victoria, Whitehead ha studiato musica sin da bambino e, nel 1999, è stato ammesso al corso di improvvisazione jazz del Victorian College of the Arts, svolgendo in seguito numerosi tour tra Australia e Cina al seguito di diverse band. Nel 2003 prende parte in ruoli minori alla serie televisiva The Secret Life of Us e al film Ned Kelly, dopodiché prende parte in veste di concorrente alla prima edizione di Australian Idol, classificandosi tra i primi venti e venendo di conseguenza assunto in qualità di presentatore per lo show musicale di Network 10 Video Hits dal 31 gennaio 2004 al 1º novembre 2006, periodo durante il quale ha modo di intervistare Beyoncé, Justin Timberlake, gli Oasis e i Duran Duran.

### Carriera musicale
Il brano di debutto di Whitehead, "I Don't Do Surprises", viene rilasciato via radio nel marzo 2008 classificandosi 8ª nella ARIA Charts il 17 marzo 2008 e 1ª nella iTunes Charts; inoltre viene trasmesso di frequente dall'emittente radiofonica Nova e in varie pubblicità televisive di Dr. House - Medical Division, Women's Murder Club e Home and Away venendo descritto come un incrocio tra i Coldplay e Robbie Williams. Il suo primo album, Losing Sleep, viene pubblicato attraverso Roadshow Music il 23 agosto 2008 posizionandosi 68º nella classifica australiana.
Dopo essere ritornato come ospite sia a Video Hits che a Australian Idol, rispettivamente il 24 febbraio e il 5 settembre 2008, per promuovere il suo album, Whitehead conduce il reality show di Seven Network The World's Strictest Parents e diviene il principale testimonial della collezione estate ed autunno della marca d'abbigliamento Marcs.
Nel 2009 viene eletto scapolo dell'anno dalla rivista Cleo.

### Carriera attoriale

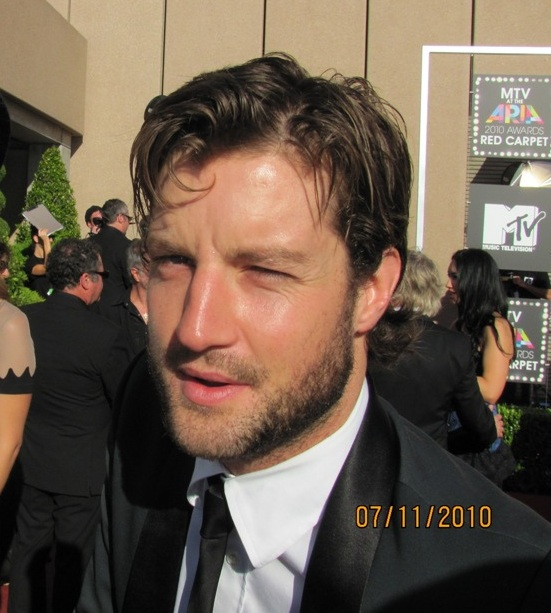
Axle Whitehead nel 2010

Dopo aver preso lezioni di recitazione per diciotto mesi, Whitehead partecipa a un provino per la soap opera Home and Away, da lui descritta come «un luogo ideale per imparare e affinare le tue abilità», ottenendo il ruolo da quindici episodi del rocker Liam Murphy in seguito promosso a membro del cast principale. Per la sua interpretazione Whitehead prende spunto da esperienze realmente vissute da alcuni amici conosciuti nell'ambito musicale dichiarando che «è necessario trovare un equilibrio tra intromettersi e non essere troppo sfacciato». La notorietà acquisita attraverso la soap lo porta a venire preso in considerazione come conduttore di The X Factor Australia, posizione poi assegnata al suo collega sul set Luke Jacobz.
Nel 2013, dopo cinque anni, Whitehead lascia il cast della soap assieme all'amico e collega Luke Mitchell, ed intraprende un viaggio in motocicletta decidendo poi di espandere i suoi orizzonti sul piano recitativo, motivo per il quale si trasferisce a Los Angeles riuscendo, dopo un anno e mezzo, a venire scritturato nell'acclamata serie televisiva Shameless dove interpreta per cinque episodi il musicista australiano Davis, interesse sentimentale di Fiona Gallagher (Emmy Rossum).
Nel 2014 Whitehead concorre per la borsa di studio istituita alla memoria di Heath Ledger e, due anni dopo, viene scritturato nella serie ABC del Marvel Cinematic Universe Agents of S.H.I.E.L.D., nel ruolo ricorrente di James, che in seguito si rivela essere una trasposizione del personaggio dei fumetti Hellfire.

## Filmografia

### Cinema
- Ned Kelly, regia di Gregor Jordan (2003)[2]
- We of the Walls, regia di Pascal Mercay – cortometraggio (2010)
- Storm in a Teacup, regia di Ben Kumanovski – cortometraggio (2010)
- Run, regia di Davies Alexandra e Justin Hanrahan – cortometraggio (2016)

### Televisione
- The Secret Life of Us – serie TV, episodio 4x01 (2003)
- Home and Away - soap opera, 682 puntate (2009-2013)
- Shameless – serie TV, 5 episodi (2015)
- The Doctor Blake Mysteries – serie TV, episodio 3x07 (2015)
- Agents of S.H.I.E.L.D. – serie TV, 4 episodi (2016)
- Brock, regia di Geoff Bennett – film TV (2016)

## Discografia

### Album in studio
| 2008                       | Losing Sleep - Pubblicato: 25 agosto 2007 - Etichetta: Roadshow Music - Formato: CD, download digitale | 68 | - AUS: Oro |
| "—" Senza classificazione. | |    |            |

### EP
| Titolo                  | Dettagli                                                              |
| ----------------------- | --------------------------------------------------------------------- |
| The Axle Whitehead Band | - Data di pubblicazione: 2003 - Etichetta: indipendente - Formato: CD |

### Singoli
| 2008                       | I Don't Do Surprises | 8  | - AUS: Oro | Losing Sleep |
| 2008                       | Anywhere             | 77 | —          | Losing Sleep |
| 2008                       | Satellite            | —  | —          | Losing Sleep |
| 2011                       | Sister Sunshine      | —  | —          | TBA          |
| "—" Senza classificazione. |                      |    |            |              |

### Collaborazioni
| Anno | Titolo       | Artista/i               | Album di provenienza                 |
| ---- | ------------ | ----------------------- | ------------------------------------ |
| 2004 | Scatbox      | Joel Turner             | Joel Turner and the Modern Day Poets |
| 2005 | Silent Night | The Axle Whitehead Band | The Spirit of Christmas 2005         |

### Video musicali
- 2008 - I Don't Do Surprises
- 2008 - Anywhere
- 2008 - Satellite
- 2011 - Sister Sunshine